# Valsjöbyn
Valsjöbyn är en by i Hotagens distrikt (Hotagens socken) i Krokoms kommun, nordvästra Jämtland, cirka 130 kilometer från Östersund. SCB klassade orten 1990 som en småort. Från 2015 avgränsar SCB här åter en småort.
Byn ligger där länsväg 340 (Fiskevägen) passerar norr om Valsjön, nära gränsen mot Norge. I området finns gamla samiska boplatser och fångstgropar från stenåldern. Valsjöbyn har varit bebyggt sedan mitten av 1700-talet. Vägen till Valsjöbyn blev klar 1921 och 1939 byggdes vägen fram till norska gränsen. Ett av de mera kända turistmålen i Valsjöbyn är Skansen Klintaberg. 
Orten har blivit känd genom bland annat Kerstin Ekmans böcker Händelser vid vatten och romantrilogin Vargskinnet. I oktober 2007 dödades en man och hans hund av en björn utanför mannens stuga. 

## Personer med anknytning till Valsjöbyn
- Kerstin Ekman, svensk författare, tidigare bosatt i Valsjöbyn under 24 år
- Ann-Margret Olsson, svensk-amerikansk skådespelerska, född i Valsjöbyn
- Dan Jåma, fotograf och filmare i Valsjöbyn som bland annat har fått Stora journalistpriset tillsammans med journalisten Folke Rydén